# 庫伊M84單管霰彈槍
庫伊M84（英語：Cooey Model 84/840）是一款由加拿大安大略省科堡市的H.W.庫伊機械及武器公司（後來被溫徹斯特連發武器公司所收購）所設計及生產的單管散彈槍。該霰彈槍以M84的名義一直銷售直到1967年，（在被溫徹斯特收購之後）改以M840之名銷售。1979年，該槍停止生產。現今，M84／M840被認為是試圖收集加拿大生產的槍械的某些收藏家的收藏品。可發射多種長度和鉛徑，包括23⁄4英吋或3英吋12、1、20、28鉛徑霰彈和.410 bore的散彈。

## 歷史
庫伊M84是加拿大安大略省科堡市的H.W.庫伊機械及武器公司所設計和生產的第一把霰彈槍；1967年，在溫徹斯特連發武器公司收購工廠以後，改稱為M840。
1961年以前生產的庫伊M84／M840霰彈槍在槍機的右側刻印了“H. W. Cooey Machine & Arms Company”（即“H.W.庫伊機械及武器公司”）；而溫徹斯特收購了庫伊所生產的該槍則是在機匣的右側刻印了“Winchester-Western（Canada）Limited”（意為“溫徹斯特西方（加拿大）有限公司”）。書面記錄上的序列號並非全部上市。有時被認為庫伊並無使用序列號，但很多1961年以前生產的M84都在機匣、槍管（前托下方）和槍托底板／支肩板下方刻印了序列號。追溯著序列號仍然是庫伊槍械收藏家所面對的挑戰。
庫伊M84／M840發射最常見的散彈藥筒，包括12、16、20、28鉛徑的霰彈和.410 bore。一名庫伊M84／M840的射擊新手或是持有者應該由專業的槍匠作膛室測量以找出散彈藥筒的適當尺寸，因為大多數較為舊式的84系列槍械都只能裝填23⁄4英吋散彈藥筒（除了.410 bore），而840系列才是設計上用以裝填更長而火力更強大的3英吋散彈藥筒的槍型。
這些霰彈槍通常裝有一根26英吋（660.4毫米）、28英吋（711.2毫米）和30英吋（762毫米）的槍管，但其實還有許多其他的槍管長度，包括罕見的32英吋（812.8毫米）、34英吋（863.6毫米）和36英吋（914.4毫米）槍管。裝上28英吋槍管時的總長度為1,130.3毫米（44.5英吋）。原型槍管以上最常見的收束器是全縮口型喉缩，當需要密集的彈著分佈時，這對於任何目的都是很好的選擇。

## 衍生型
記載著庫伊的槍械生產歷史的文件並不多，但1948年至1967年之間，庫伊推出了M84單發式霰彈槍；然後在1967年至1979年時，已經是溫徹斯特連發武器公司收購了庫伊以後的M840。據估計，大約有1,900,000枝庫伊M84／M840、大約221,578枝溫徹斯特M370（M84的溫徹斯特升級型）和395,168枝溫徹斯特M37A生產出來。

## 進階閱讀
- Belton, John A. Cooey Firearms Made in Canada, 1919-1979: the H. W. Cooey Machine & Arms Co., Winchester-Western (Canada) Ltd.  Museum Restoration Service, 1992.  ISBN 091931628X, 9780919316287, 32 pages.

## 外部連接
- （英文）—"Cooey model 84" （页面存档备份，存于） at Gunsopedia.com.